# Frans Claerhout
Frans Claerhout (Pittem, 15 februari 1919 - 4 juli 2006) was een Belgisch kunstschilder en pater oblaat. Hij is vooral gekend van zijn door Afrika geïnspireerde kunstwerken.

## Biografie
In 1946 werd hij missionaris en na een taalbad werd hij eerst in de Oranje Vrijstaat geïnstalleerd om daarna actief te zijn bij de Bantoes te Basutoland in Zuid-Afrika.
In 1957 keerde hij enige tijd terug naar België om zijn werken tentoon te stellen in enkele musea.
Later experimenteerde hij binnen de beeldende kunst met klei en houtsnijden.
Hij stelde op meerdere plaatsen tentoon onder andere Zuid-Afrika (1961), België (1957), Canada, Duitsland, Amerika en het Verenigd Koninkrijk.